# Lê Đức Xuân
Lê Đức Xuân (sinh năm 1966) là Kiểm sát viên Viện kiểm sát nhân dân tối cao Việt Nam. Ông hiện giữ chức vụ Viện trưởng Viện kiểm sát nhân dân cấp cao 3 tại Thành phố Hồ Chí Minh. Ông nguyên là viện trưởng Viện kiểm sát nhân dân tỉnh Bình Dương, Vụ trưởng Vụ Kiểm sát việc giải quyết các vụ án hành chính, vụ việc kinh doanh thương mại, lao động và những việc khác theo quy định của pháp luật (Vụ 10), Viện kiểm sát nhân dân tối cao Việt Nam, Vụ trưởng Vụ thực hành quyền công tố và kiểm sát điều tra án tham nhũng, chức vụ (vụ 5), Viện kiểm sát nhân dân tối cao Việt Nam,Vụ trưởng Vụ thực hành quyền công tố và kiểm sát điều tra án an ninh (vụ 1), Viện kiểm sát nhân dân tối cao Việt Nam (2017-2020), Viện trưởng Viện kiểm sát nhân dân tỉnh Bình Phước (2015-2017).

## Tiểu sử
Lê Đức Xuân có bằng Tiến sĩ chuyên ngành Tội phạm học và Điều tra tội phạm.
Lê Đức Xuân là tiến sĩ ngành kiểm sát đầu tiên của tỉnh Bình Phước.
Từ năm 1996 đến năm 2008, Lê Đức Xuân là Phó Viện trưởng Viện kiểm sát nhân dân thành phố Biên Hòa, tỉnh Đồng Nai.
Từ năm 2009 đến tháng 2 năm 2011, Lê Đức Xuân là Trưởng phòng 1A Viện kiểm sát nhân dân tỉnh Đồng Nai.
Từ năm 2011, Lê Đức Xuân là Phó hiệu trưởng Trường đào tạo bồi dưỡng nghiệp vụ kiểm sát tại Thành phố Hồ Chí Minh.
Ngày 1 tháng 6 năm 2015, Lê Đức Xuân được bổ nhiệm giữ chức vụ Viện trưởng Viện kiểm sát nhân dân tỉnh Bình Phước.
Tháng 7 năm 2015, Lê Đức Xuân là kiểm sát viên giữ quyền công tố tại phiên tòa xét xử Nguyễn Hải Dương và đồng bọn trong vụ thảm sát gia đình 6 người ở huyện Chơn Thành, tỉnh Bình Phước.
Lê Đức Xuân là Đảng Cộng sản Việt Nam. Tháng 10 năm 2015, Lê Đức Xuân, Viện trưởng VKSND tỉnh Bình Phước, được bầu vào Ban Chấp hành Đảng bộ tỉnh Bình Phước khóa 10 nhiệm kì 2015-2020 với tỉ lệ phiếu thuận là 94,75%.
Ngày 22 tháng 6 năm 2017, Lê Đức Xuân, Viện trưởng Viện kiểm sát nhân dân tỉnh Bình Phước, được ông Lê Minh Trí, Viện trưởng Viện kiểm sát nhân dân tối cao Việt Nam, trao quyết định bổ nhiệm giữ chức vụ Vụ trưởng Vụ thực hành quyền công tố và kiểm sát điều tra án an ninh (vụ 1), Viện kiểm sát nhân dân tối cao Việt Nam kể từ ngày 1 tháng 7 năm 2017 (Quyết định số 16/QĐ-VKSTC ngày 20/6/2017 của Viện trưởng VKSNDTC).
Ngày 12 tháng 2 năm 2020, kiểm sát viên cao cấp Lê Đức Xuân được Chủ tịch nước Việt Nam Nguyễn Phú Trọng bổ nhiệm giữ chức danh Kiểm sát viên Viện kiểm sát nhân dân tối cao.
Ngày 16 tháng 6 năm 2020, ông được điều động, bổ nhiệm giữ chức vụ Vụ trưởng Vụ thực hành quyền công tố và kiểm sát điều tra án tham nhũng, chức vụ (vụ 5), Viện kiểm sát nhân dân tối cao Việt Nam thời hạn 5 năm thay bà Nguyễn Hải Trâm vừa được thăng chức Phó Viện trưởng Viện kiểm sát nhân dân tối cao.
Ngày 21 tháng 5 năm 2021, điều động, bổ nhiệm đồng chí Lê Đức Xuân, Kiểm sát viên Viện kiểm sát nhân dân tối cao. Vụ trưởng Vụ thực hành quyền công tố và kiểm sát điều tra án tham nhũng, chức vụ ( Vụ 5) giữ chức vụ Vụ trưởng Vụ Kiểm sát việc giải quyết các vụ án hành chính, vụ việc kinh doanh thương mại, lao động và những việc khác theo quy định của pháp luật ( vụ 10),Viện kiểm sát nhân dân tối cao Việt Nam, thay cho ông Phan Văn Tâm là hiệu trưởng Trường đại học kiểm sát hà nội.